# Discours de Cory Booker
Cory Booker prononce un discours qualifié de « marathon » devant le Sénat des États-Unis, du 31 mars 2025 au 1er avril 2025. Ce sénateur démocrate du New Jersey  entend ainsi protester contre les mesures politiques prises durant le début de la seconde présidence de Donald Trump et les opérations du département de l'Efficacité gouvernementale d'Elon Musk.
Commencé à 19 h (heure de l'Est) le 31 mars, le discours s'achève à 20 h 5 le 1er avril. Il est alors le plus long de l'histoire du Sénat américain, dépassant le filibuster de Strom Thurmond contre le Civil Rights Act de 1957.

## Contexte
Sauf exception, le Sénat des États-Unis ne limite pas la durée des débats ni des prises de parole individuelles des orateurs. Dans la plupart des cas, un sénateur qui reçoit du président du Sénat des États-Unis l'autorisation de prendre la parole peut parler indéfiniment tant qu'il « reste debout », ne quitte pas la salle et « parle plus ou moins continuellement ».
Cela donne lieu à des procédures d'obstruction appelées filibuster, souvent utilisées pour retarder l'adoption d'une loi ou la confirmation d'une nomination par le pouvoir exécutif.

## Déroulement
Le discours commence à 19 h heure de l'Est le 31 mars 2025, pendant les délibérations sur la confirmation de Matthew Whitaker au poste de représentant permanent auprès de l'OTAN. Le Sénat ayant déjà fini de voter, certains observateurs estiment qu'il ne s'agit pas d'un filibuster, qui désigne exclusivement un long discours visant à faire obstruction à un vote.
Cory Booker demande à un employé du Sénat de retirer sa chaise. Il est muni de plusieurs classeurs à documents, contenant notamment des articles provenant de sources bipartisanes et des lettres de ses électeurs,. Le discours est diffusé sur C-Span puis en direct sur TikTok et YouTube. Plusieurs organes de presse retransmettent également le discours en direct, notamment Associated Press, PBS, CBS News et The Guardian.
Cory Booker dédie le début de son discours à John Lewis, un militant du  mouvement des droits civiques et homme politique mort en 2020. Le discours vise à protester contre les politiques déjà mises en place sous la deuxième présidence de Donald Trump, comme le démantèlement annoncé du département de l'Éducation, la violation des décisions de justice et l'expulsion des étudiants universitaires appartenant au mouvement pro-palestinien. Il critique Trump et Elon Musk, pour avoir « fait preuve d'un mépris total pour l'État de droit, la Constitution et les besoins du peuple américain ». Il s'en prend aussi au département de l'Efficacité gouvernementale dirigé par Elon Musk.

## Préparation et risques
Le sénateur s'est préparé à cette épreuve physique en cessant de s'alimenter à partir du vendredi 28 mars et de boire à partir du dimanche 30. Il a cependant pris quelques petites gorgées d'eau « pour éviter les crampes musculaires ».
Cory Booker ne portait pas de couches (comme certains de ses prédécesseurs ont pu le faire) mais a déclaré après son discours que le plus dur n'avait pas été de devoir résister à la nécessité de satisfaire un besoin naturel mais de souffrir de crampes.
La presse souligne que les risques liés à une aussi longue prestation sont la déshydratation et le malaise cardiaque et que la très bonne forme physique du sénateur, ancien sportif, lui a certainement été très utile.